# HypoVereinsbank

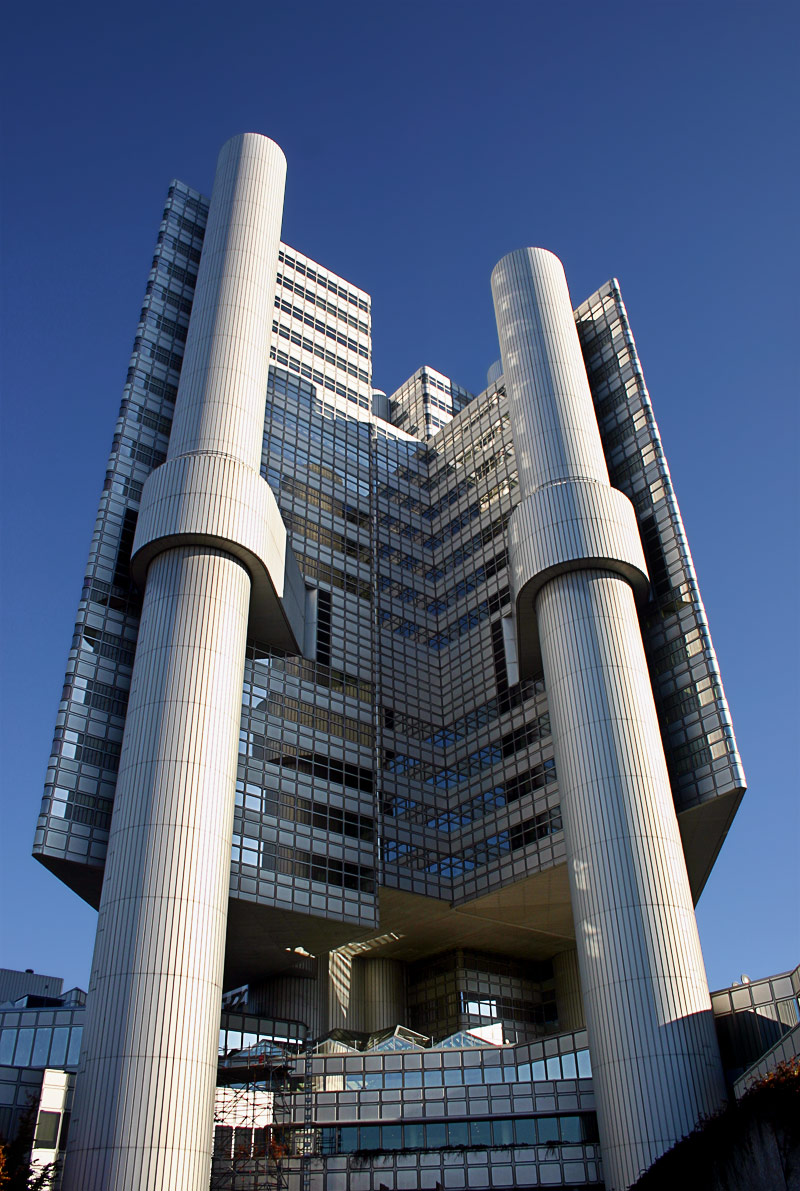
Hypo-Haus, sede de HypoVereinsbank en Múnich.

UniCredit Bank GmbH (anteriormente Bayerische Hypo- und Vereinsbank AG, comúnmente referido como HypoVereinsbank o HVB) es la sexta mayor institución financiera privada de Alemania, con fuerte presencia en Baviera. La compañía tiene su sede en Múnich, y junto con el Deutsche Bank, Dresdner Bank, Commerzbank y Deutsche Postbank, forma parte del Cash Group. El portavoz del consejo de administración es Theodor Weimer.  
Los otros miembros del consejo son: Peter Buschbeck, Lutz Diederichs, Heinz Laber, Peter Hofbauer, Andrea Umberto Varese, y Andreas Wölfer.
El 24 de noviembre de 2005, finalizó la toma de control del banco por UniCredit Group, después que fuera aceptada por los accionistas una oferta de cinco acciones de UniCredit por una del Hypo- und Vereinsbank, representando estos accionistas el 93,93% de la compañía.
El grupo bancario HVB emplea aproximadamente 18.000 trabajadores y opera aproximadamente 780 sucursales y tiene más de 8,5 millones de clientes. El negocio del banco se centra en Alemania.

## Historia
El Grupo HVB fue formado en 1998 mediante la fusión del Bayerische Vereins-bank A.G. y el Bayerische Hypotheken- und Wechsel-Bank A.G., que eran los dos principales bancos regionales con sede en Baviera en ese momento.